# Gibson Explorer

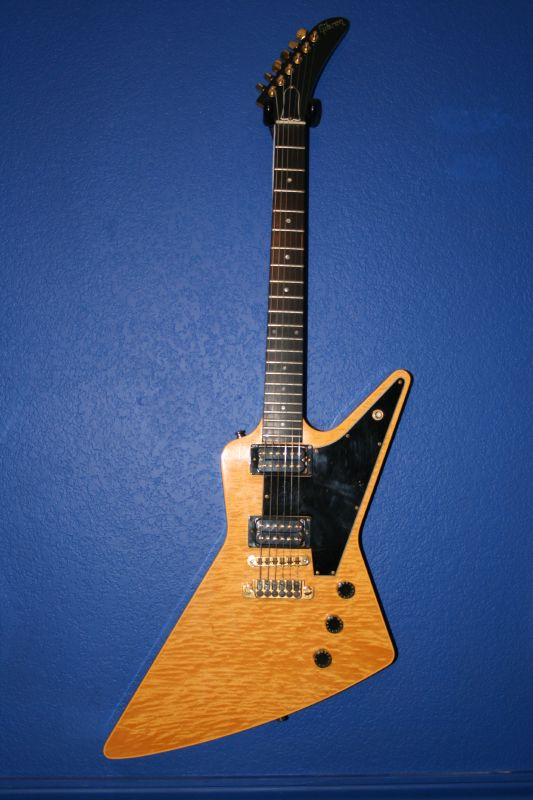
Gibson Explorer

Gibson Explorer, o X-plorer (des de 2002) és una guitarra elèctrica fabricada per Gibson Guitar Corporation. Va ser presentada en 1958, llavors fou cridada Futura. S'ofereix com a radical, amb un disseny del cos "futurista", com les seves germanes, la Flying V i la Gibson Moderne. Inicialment va fracassar i va deixar de fabricar-se en 1959. No obstant això, al 1975, Gibson comença la reedició de la Explorer a causa de l'èxit de dissenys similars d'altres companyies.

## Variants
Existeixen diferents variants produïdes per Gibson. La Studio Explorer és una versió més petita que facilita el seu ús. Existeix una Explorer en la línia "Goth" de Gibson, que renova diversos models de guitarres Gibson en negre mat. Aquesta línia inclou als models Explorer, Flying V, SG, i Les Paul
Al llarg de l'any 1958 es va fabricar una sèrie de menys de 100 Explorer de fusta de Korina, les quals són buscades per col·leccionistes i se les considera de gran valor.
La filial de baix cost Epiphone també ha produït Explorer.

## Guitarristes que usen l'Explorer
Eric Clapton va ser usuari ocasional d'Explorer, durant el tour "461 Ocean Boulevard" en 1974. Tom Johnston dels Doobie Brothers va ser un usuari habitual d'Explorer. Allen Collins de Lynyrd Skynyrd va canviar de Gibson Firebird a Explorer en 1976. Guitarristes de Heavy metall com Matthias Jabs de Scorpions, Tomás Barbaglia de La Fúria i James Hetfield de Metallica, van augmentar la popularitat d'Explorer en els anys 1980. També, The Edge de U2 i recentment, Dave Grohl de Foo Fighters, toquen Explorer.Claudio Sanchez de Coheed and Cambria usa una Gibson Explorer '76 reissue en Classic Whitey també Adrian Smith de Iron Maiden, Joel O'Keeffe i David Roads de Airbourne, Brais Koecklin de Freedom Xlave, Koldo Souto de Txorlitöhead.
El guitarrista de la banda alemanya Running Wild, Rolf Kasparek, va convertir l'Explorer en el seu símbol d'identitat des del naixement del grup en 1976 sota el nom de Granite Heart, donant a la banda un so únic i un estil propi.
També el guitarrista de la banda Dethklok, de la sèrie Metalocalypse, usa una explorer.

## Altres fabricants
La companyia Hamer va crear un model a imitació de l'Explorer en 1974, anomenat Hamer "Standard", això va ocasionar un augment de popularitat entre els músics de rock progressiu del moment.
La companyia Jackson (ara subsidiària de Fender) va ser demandada per Gibson per la seva línia de guitarres Kelly, les quals eren molt similars a la X-plorer però més lleugeres. Els més famosos usuaris d'aquesta línia de guitarres van ser Dave Mustaine i Marty Friedman de Megadeth, Matthias Jabs de Scorpions, per la seva banda James Hetfield capdavantera de Metallica és conegut des de finals dels vuitanta per usar guitarres Explorer fabricades per ESP, marca que també va ser demandada i va deixar de fer la línia de Explorers a la fi dels anys 90 rellançant-les amb una forma més punxeguda en 2001.
Altres companyies que han fabricat Explorer són: ESP, Dean Guitars, i Ibanez.